# Antonio Azara
Antonio Azara (Tempio, 18 gennaio 1883 – Roma, 20 febbraio 1967) è stato un magistrato e politico italiano.

## Biografia
Laureato in giurisprudenza nel 1907, entrò in magistratura dove ricoprì vari ruoli. Nel 1931 divenne consigliere di Cassazione. Dal 1926 al 1942 fece parte delle commissioni ministeriali che redassero l'attuale codice civile. Fu membro del comitato scientifico delle riviste "La nobiltà della stirpe"  e "Diritto Razzista".. Nel 1936 divenne presidente di sezione della Corte di cassazione. Nel settembre 1943 fu tra i magistrati della cassazione che rifiutarono di aderire alla RSI. Nel settembre 1944 fu messo sotto accusa per apologia fascista da parte dell'Alto Commissariato per le Sanzioni contro il Fascismo, ma venne prosciolto.
Fu procuratore generale (dal 15 febbraio 1951 all'11 novembre 1952) e poi primo presidente (dal 12 novembre 1952 al 17 gennaio 1953) della Corte di Cassazione. Una volta collocato a riposo come magistrato, si iscrisse all'ordine degli avvocati.
Nel 1948 intraprese anche una carriera politica: in quell'anno fu eletto senatore con la Democrazia Cristiana, venendo rieletto a Palazzo Madama nelle successive legislature II, III e IV, fino alla morte nel 1967.
Fu Ministro di grazia e giustizia nel governo Pella (1953-1954); in questa veste propose l'indulto e l'amnistia per tutti i reati politici commessi entro il 18 giugno 1948 (D.P.R 19 dicembre 1953, n. 922).